# Linia tramwajowa Berlin – Schöneiche – Rüdersdorf
Linia tramwajowa Berlin – Schöneiche – Rüdersdorf – linia tramwaju międzymiastowego, położona na wschodzie Berlina i za jego południową granicą administracyjną. Trasa o długości 14,1 km obsługiwana jest przez linię 88, która prowadzi od dworca Berlin-Friedrichshagen przez gminę Schöneiche bei Berlin do gminy Rüdersdorf bei Berlin. Operatorem linii od 1 stycznia 1991 r. jest firma Schöneicher-Rüdersdorfer Straßenbahn GmbH, w skrócie SRS, która podlega pod Verkehrsverbund Berlin-Brandenburg (VBB). Linia tramwajowa Berlin – Schöneiche – Rüdersdorf jest ostatnią zachowaną wąskotorową linią tramwajową w okolicach Berlina.

## Historia

### 1910–1945

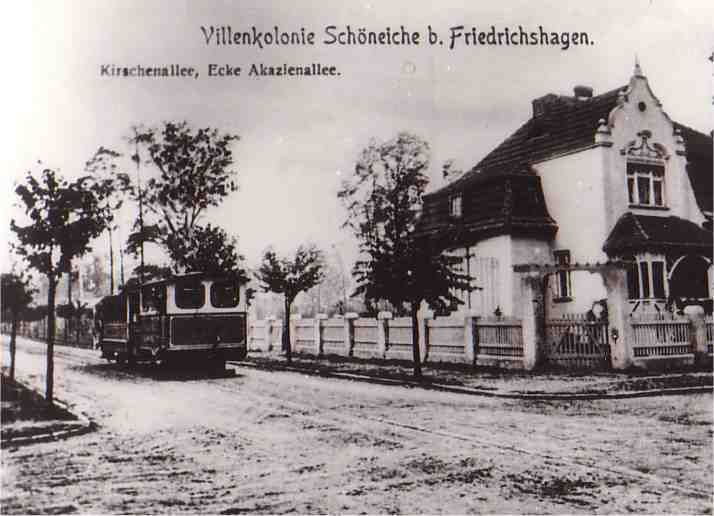
Lokomotywa benzenowa 1 „Benzoline” (Deutz 1910) z doczepą, 1911 r.

W początkach roku 1910 rozpoczęto budowę linii tramwajowej w Schöneiche. Trasa od Friedrichshagen do Schöneiche była jednotorowa, długa na 5,6 km i miała metrowy rozstaw szyn (1000 mm). 28 sierpnia 1910 r. trasę oddano do użytku. W tym czasie trasę obsługiwały jedna lokomotywa benzenowa i jedna dwuosiowa doczepa, które kursowały co godzinę. Celem zwiększenia częstotliwości kursowania do 30 minut jeszcze w tym samym roku zakupiono drugą lokomotywę benzenową i cztery używane wagony tramwaju konnego z Lipska.
5 listopada 1912 r. otwarto 7,7-kilometrowe przedłużenie do Kalkberge (od 1934 r. część Rüdersdorfu). Początkowo niezależny system tramwajowy w Kalkberge zakupił trzy kolejne lokomotywy, a odcinek między Friedrichshagen i Schöneiche obsługiwany był wspólnie z Schöneiche. Ponieważ lokomotywy benzenowe miały trudności z pokonywaniem wzniesień w Kalkberge, całą trasę poddano elektryfikacji i otwarto ponownie 30 maja 1914 r. Po elektryfikacji eksploatowano pięć czteroosiowych wagonów silnikowych (Lindner/AEG) napędzanych dwoma silnikami o mocy 40,4 kW i z wnętrzem wyposażonym w 30 miejsc siedzących i 17 stojących, a także dwie czteroosiowe i dwie dwuosiowe doczepy. Dalszy rozwój linii tramwajowej przerwał wybuch I wojny światowej.
Wzrastająca liczba mieszkańców oraz zwiększający się ruch turystyczny skłoniły przedsiębiorstwo do dobudowania w latach 1926–1928 drugiego toru na odcinku od Friedrichshagen do Schöneiche. Zaraz po zakończeniu tych prac rozbudowano o drugi tor odcinki między przystankami Schillerstraße i Grätzwalde. Dzięki tym inwestycjom zwiększono częstotliwość kursowania do 20 minut i dostosowano rozkład do kursowania berlińskich tramwajów i S-Bahnu. Na skutek rozpoczęcia II wojny światowej nie zrealizowano budowy nowej trasy tramwajowej z Erkneru przez Woltersdorf i Rüdersdorf do Strausbergu.

### 1945–1990

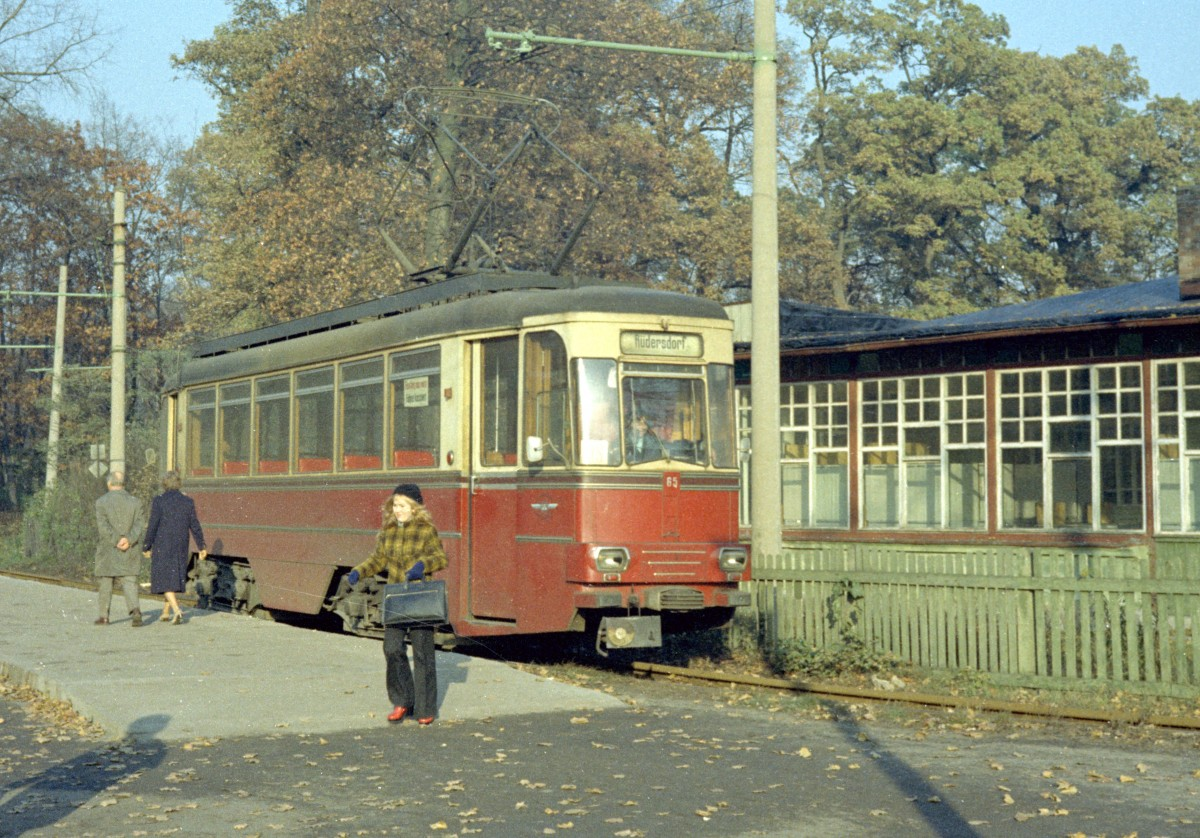
Tramwaj linii nr 88, 1973 r.

W czasie wojny częściowo zniszczono tabor tramwajowy, sieć trakcyjną oraz inne obiekty służące sieci tramwajowej. Od 19 sierpnia 1945 r. tramwaje kursowały co godzinę między Friedrichshagen i Schöneiche. 30 sierpnia ponownie uruchomiono przystanek Grätzwalde, a 4 października otwarto zajezdnię w Rüdersdorfie. 23 grudnia przywrócono funkcjonowanie przystanku końcowego i zwiększono częstotliwość kursowania do 30 minut. Krótko później przywrócono przedwojenną, 20-minutową częstotliwość kursów. Nowa sytuacja polityczna doprowadziła do rozwiązania spółki z ograniczoną odpowiedzialnością i przekształcenia jej w Volkseigener Betrieb (przedsiębiorstwo państwowe). W 1950 r. nazwę przewoźnika zmieniono na VEB Verkehrsbetrieb Schöneiche–Rüdersdorf.
Na początku lat 50. XX wieku torowisko na Friedrichshagener Straße zostało wydzielone. Dotychczasowy przystanek końcowy Knie zastąpiono nowym o nazwie Waldstraße. W 1959 r. rozpoczęto prace budowlane związane z przebudową krańcówki Friedrichshagen i już rok później oddano do użytku nową pętlę tramwajową. W tym czasie położono pierwsze podkłady betonowe, a także przebudowano perony przystankowe i ustawiono nowoczesne wiaty. Tramwaje wyposażone w automatyczne sprzęgi Scharfenberga. W latach 60. XX wieku własnymi siłami przedsiębiorstwa zmodernizowano z wykorzystaniem używanych części pięć czteroosiowych wagonów silnikowych i cztery doczepne. Pozwoliło to na utrzymanie funkcjonowania linii tramwajowej wbrew ówczesnym trendom.
W styczniu 1970 r. podporządkowano linię tramwajową zakładowi VEB Kraftverkehr Fürstenwalde, a w konsekwencji kombinatowi samochodowemu we Frankfurcie nad Odrą. Przedsiębiorstwo musiało zaniechać budowy wagonów własnymi siłami, a fabrycznie nowe tramwaje Tatra przeznaczone były tylko dla sieci tramwajowej we Frankfurcie. W późniejszych latach sprowadzono używane wagony Gotha i Tatra z Halle (Saale) i Görlitz oraz TE 70 z Frankfurtu nad Odrą.
Ponieważ osiedle Kalkberge leżało na przeszkodzie planowanej w latach 70. XX wieku rozbudowy kopalni, wschodni kraniec trasy został przeniesiony, a trasa przedłużona. 15 października 1977 r. zawieszono ruch na odcinku między pocztą Post a Karl-Marx-Platz, 5 listopada tego samego roku uruchomiono nowy odcinek torów do Alt-Rüdersdorfu. Całkowita długość torowiska była równa 14,5 km. VEB Kraftverkehr początkowo występował przeciwko temu, aby nowy most drogowy nad Kalkgraben przystosować do ruchu tramwajowego. Ostatecznie cementownia Rüdersdorf dofinansowała inwestycję i tramwaj przekroczył przeszkodę wydzieloną częścią mostu.
Przy budowie pętli tramwajowej w Alt-Rüdersdorfie pozostawiono rezerwę terenową pod nową zajezdnię tramwajową oraz rozbudowę linii tramwajowej do Woltersdorfu i Herzfelde. W tym samym czasie przekazano do eksploatacji drugi tor między przystankami Grätzwalde i Jägerstraße, dzięki czemu możliwe stało się utrzymanie 20-minutowej częstotliwości kursowania tramwajów po przedłużeniu linii.

### Po 1990

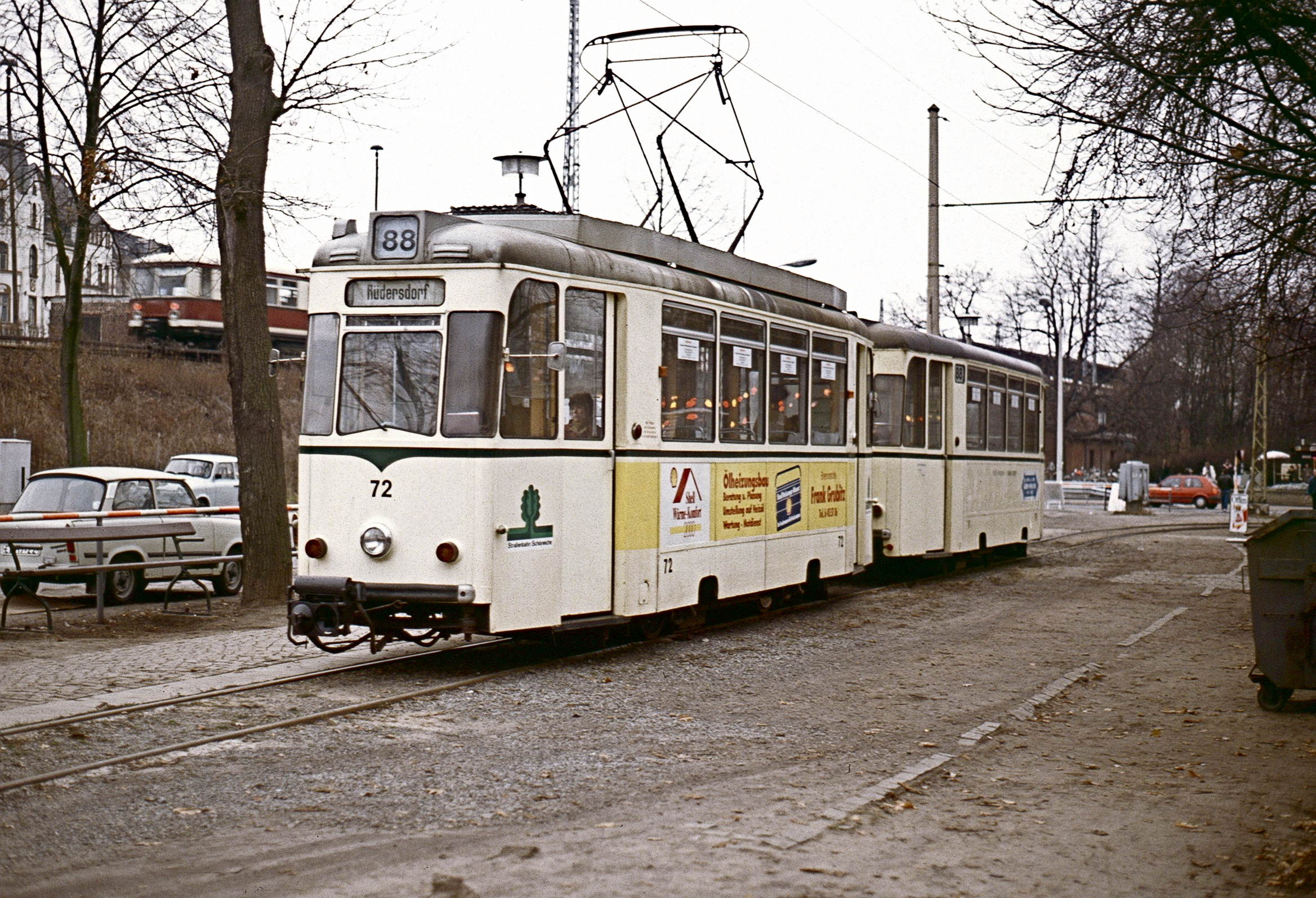
TZ 70 i BZ 70 na pętli Friedrichshagen w Berlinie

W latach 90. XX wieku rozpoczęto modernizacje torowiska, słupów trakcyjnych, taboru i zajezdni. W latach 1999–2011 sprowadzono łącznie czternaście sześcioosiowych tramwajów przegubowych z Heidelbergu. Dziesięć z nich przystosowano do eksploatacji na linii. Dwa wagony skasowano po wypadkach, a pozostałe wycofano po upływie terminu przeglądu technicznego.
Od 2001 r. większościowy pakiet akcji (70%) firmy Schöneicher-Rüdersdorfer Straßenbahn GmbH należy do Niederbarnimer Eisenbahn AG. Po 15% udziałów mają gminy Schöneiche i Rüdersdorf.
W 2008 r. zakłady Stadler Rail wykorzystały linię tramwajową nr 88 do przetestowania tramwajów typu Variobahn, nim dostarczono je przedsiębiorstwu BOGESTRA z Bochum. Powodem przeprowadzenia jazd próbnych Variobahn na tejże linii było to, że jedyną linią tramwajową o metrowym rozstawie szyn w okolicach berlińskiego jest ta między Berlinem, Schöneiche i Rüdersdorfem, a zakład nie dysponował własnym torem doświadczalnym o takim rozstawie szyn. W 2010 r. przejęto trzy tramwaje Tatra KTNF6 z Chociebuża, dzięki czemu linia tramwajowa po raz pierwszy w historii zaczęła być obsługiwana taborem niskopodłogowym. Wraz z przejęciem dwóch prototypów tramwaju Transtech Artic z Helsinek jesienią 2018 r., zwiększył się udział tramwajów niskopodłogowych w taborze. Dawny helsiński wagon nr 402 otrzymał numer 52. W 2014 r. sprowadzono kolejną Tatrę KTNF6 nr 172 z Segedyna, eksploatowaną pierwotnie w Chociebużu.

## Przebieg trasy

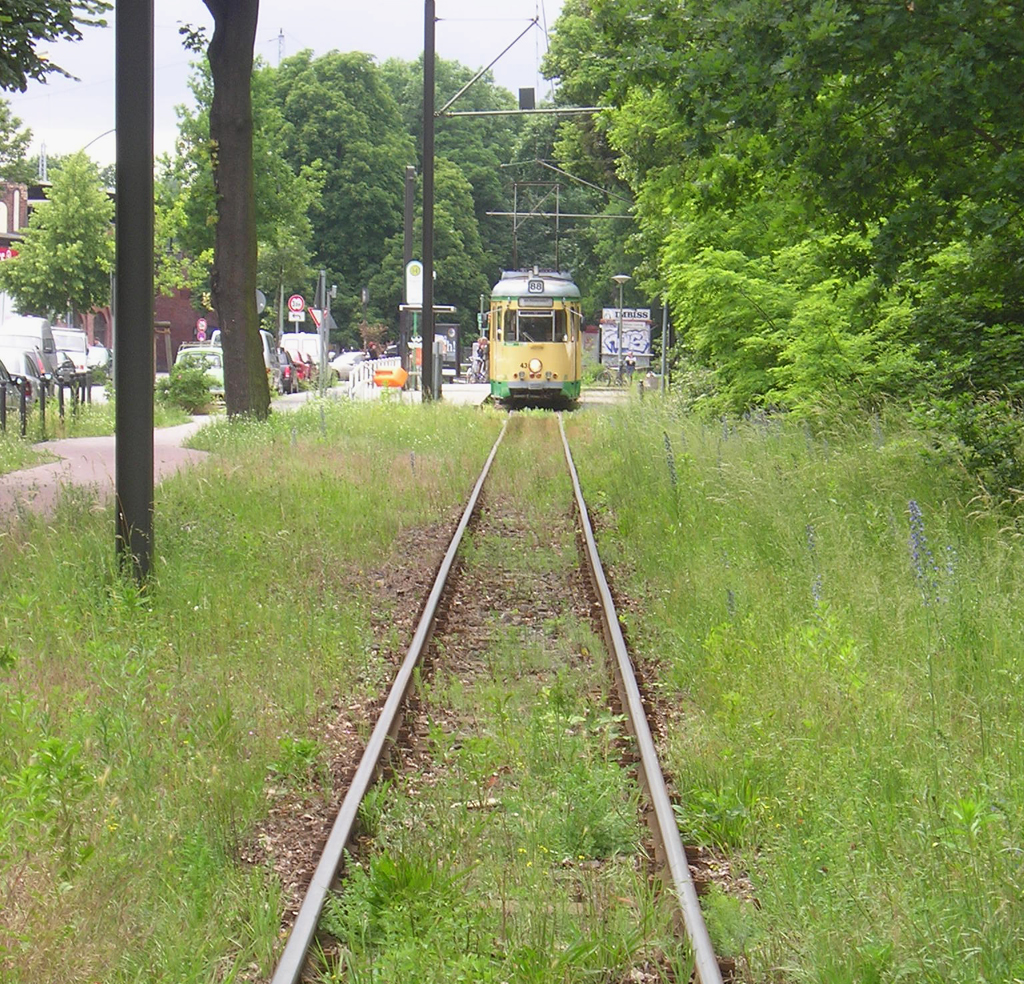
Jeden z odcinków jednotorowych

Przystankiem początkowym jest pętla Friedrichshagen na terenie Berlina, położona w bezpośrednim sąsiedztwie stacji kolejowej Friedrichshagen i dwóch berlińskich linii tramwajowych. Stąd dwutorowa trasa przebiega równolegle do położonego głównie na terenach leśnych ciągu dróg Schöneicher Straße / Schöneicher Landstraße. Krótko przed granicą Berlina skręca na południe i dociera do Schöneiche, położonego już na terenie kraju związkowego Brandenburgia. Następnie torowisko prowadzi ulicami Kirschenstraße i Puschkinstraße. Na Pyramidenplatz rozpoczyna się wydzielony od ruchu drogowego odcinek jednotorowy. Po 90-stopniowym zakręcie trasa przekracza rzekę Fredersdorfer Mühlenfließ i biegnie wzdłuż Schöneicher Straße. Na przystanku Schillerstraße rozpoczyna się odcinek dwutorowy, sięgający do przystanku Kalkberger Straße. Kolejny odcinek dwutorowy położony jest między przystankami Berghof Weiche i Berghof. Po minięciu dwupoziomowego skrzyżowania z autostradą A10 na przedmieściach Rüdersdorfu trasa pokonuje pierwsze wzniesienie o znaczącym nachyleniu. Za przystankiem Haltestelle Torellplatz trasa zmienia stronę ulicy i biegnie jednotorowo wzdłuż Straße der Jugend poprzez rzekę Strausberger Mühlenfließ, a następnie w górę wzniesienia. Bezpośrednio przy przystanku Haltestelle Marktplatz, na którym znajdują się dwa tory, wznosi się nieużywana współcześnie zajezdnia Rüdersdorf. Przy urzędzie pocztowym trasa skręca na południowy wschód, pozostałości dawnego przebiegu trasy do krańcówki Kalkberge są wciąż zauważalne. Stare tory na Bergstraße (dziś Straße der Jugend) i Redenstraße do dziś są widoczne, podobnie jak pozostałości starej pętli tramwajowej na Karl-Marx-Platz. Jednotorowa trasa przebiega następnie po obniżeniu terenu do Kalkgraben, przekracza je i prowadzi po wzniesieniu wzdłuż Bergstraße i Marienstraße. Na równinie trasa dociera do końcowego przystanku Alt-Rüdersdorf, położonego na pętli tramwajowej.

## Tabor
Stan z lutego 2024 r.
| Zdjęcie        | Typ                              | Eksploatacja od | Liczba |
| -------------- | -------------------------------- | --------------- | ------ |
|                | Düwag GT6ZR                      | 2009            | 1      |
|                | Tatra KTNF6                      | 2009            | 3      |
|                | Transtech Artic                  | 2018            | 2      |
|                | Škoda ForCity Smart Artic MLNRV3 | 2020            | 1      |
|                | Düwag M6C-NF                     | 2023            | 2      |
| Łączna liczba: | Łączna liczba:                   | Łączna liczba:  | 9      |